# Paquiro
Francisco de Paula José Joaquín Juan Montes Reina, més conegut com a «Paquiro» (Chiclana de la Frontera, 13 de gener de 1805 - Madrid, 4 d'abril de 1851), va ser un torero espanyol.

## Orígens i ascens

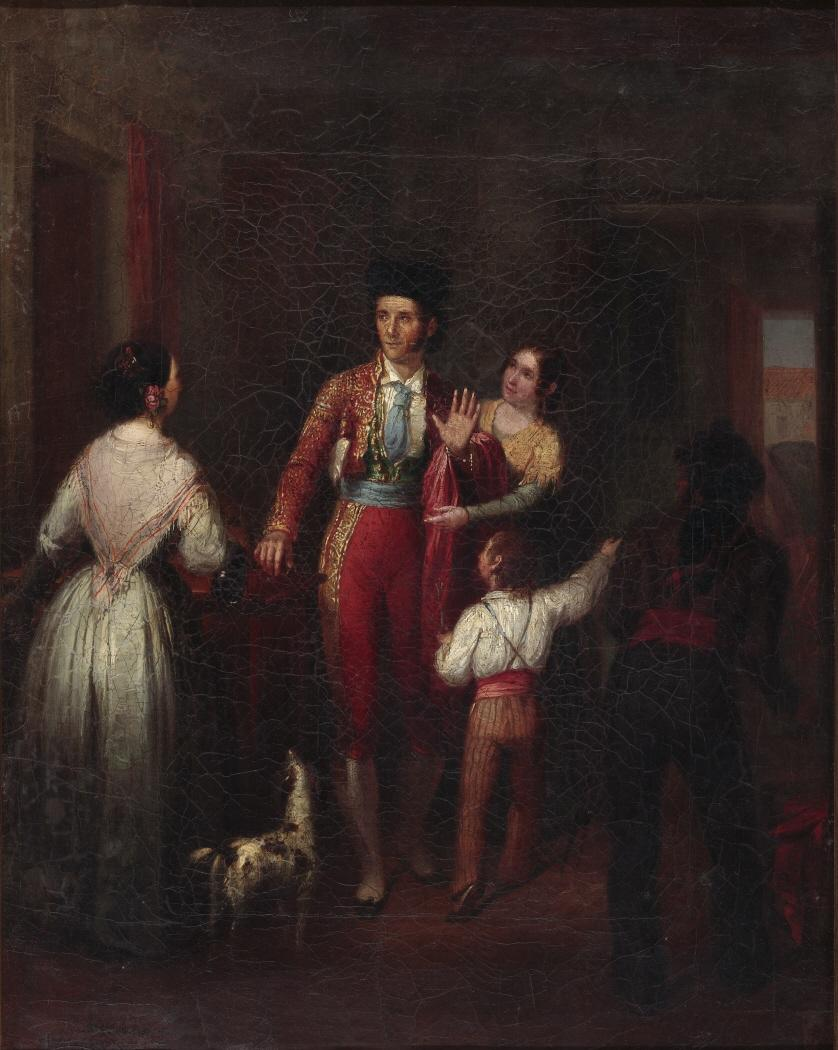
Francisco Montes antes de la corrida. Oli sobre llenç de 39,30 x 30,40 cm, d'Ángel María Cortellini. Museu del Romanticisme, Madrid

Ve néixer al carrer La Vega, 33 de Chiclana de la Frontera el 13 de gener de 1805, encara que la dada del domicili no és segur. Era fill de Juan Fèlix Montes, natural de Puerto Real, administrador del marquès de Montecorto i de Maria de la Paz Reina de Chiclana. El seu naixement i baptisme estan registrats en el volum 39, foli 336 a l'Església de San Juan Bautista. Tenia cinc anys quan els francesos van ocupar Chiclana i es va quedar sorprès dels brodats i brillants daurats dels uniformes dels oficials francesos (possiblement això va influir en l'elaboració del futur vestit de torero). Va rebre una bona educació, la seva família desitjava que es fes cirurgià en el Reial Col·legi de Cirurgia de Cadis i era un home il·lustrat. La pèrdua de la folgada posició del seu pare li va fer abandonar la idea i va començar a treballar de paleta. La seva família abandona la seva còmoda casa i es traslladen al carrer Bodega, a prop de l'escorxador. Aquí tindria contacte amb el bestiar brau. Segons noves investigacions del professor Rafael Cabrera procedent de l'Arxiu de la Vila de Madrid, enquadrada en la secció de corregiment, apareixen dades que un tal Francisco Montes, gadità, que es trobava en aquell temps a Cuba per destinació militar i que va ser jutjat i condemnat per robatori a la pròpia illa. El mateix any de 1825 se li va ordenar sortir de l'illa o ser repatriat. En no tenir diners per pagar-se el passatge, va haver de romandre a la presó de l'Havana durant dos anys més. El 2 de març de 1827, es decideix la seva tornada al bergantí correu n. 3, anomenat El Gavilán, desembarcant a Cadis. A la fi de 1827 surt cap a Madrid entrant per la Porta de Toledo el 4 de gener de 1828, on la policia li adverteix que ha de presentar-se al corregidor per saldar el seu compte d'estada a Cadis i trasllat a la Cort, que ascendia a 464 rals. Noves investigacions podrien aclarir si va pagar aquests diners amb algun contracte de subaltern a Madrid, encara que l'empresari d'aquesta plaça, Manuel Gaviria, va deixar pocs documents en ser un empresari privat.
La seva primera aparició en un cartell de toros serà a El Puerto de Santa María el 1r de juny de 1830, i en ell apareix com excel·lent d'espasa. El 24 de novembre d'aquest any es va presentar a l'Escola de Tauromàquia de Sevilla que dirigia el mestre Pedro Romero, per rebre classes mentre no hi havia corregudes de toros per l'estació hivernal. L'escola va començar a funcionar el 3 de gener de 1831, i Paquiro va començar a matar toros des de les primeres classes. Alguns erudits assenyalen que el acudir a la mateixa va ser per perfeccionar la seva forma de matar, el taló d'Aquil·les en la seva carrera. En els primers dies de març es trasllada a Madrid portant una carta de presentació per al comte de l'Estrella, el seu protector a l'ombra. Comença de torejador d'alternativa, guanyant 1.800 rals per correguda i el dia que se celebren corregudes al matí i a la tarda cobrava 2.200 rals.
Pren l'alternativa a Madrid el 18 d'abril de 1831, de mans de Juan Jiménez «Morenillo», que li va cedir la mort d'un toro de Gaviria. No hi va haver paseo i la correguda va començar a les quatre de la tarda. Era la inauguració de la temporada i estaven tancats tres toros de Manuel Gaviria, ramaderia de divisa encarnada, i tres de Manuel Bañuelos, toros de Colmenar Viejo. Paquiro va matar el primer i el quart (un Gaviria i un altre de Bañuelos), rebent d'aquest últim un cop de banya al costat del colze. Va ser el seu bateig de sang. Va alternar amb Morenillo i Romero Carreto. Segons les cròniques, el jove Paquiro va estar serè, fent bons quites. Va ser anunciat el dilluns següent, dia 25, sense tenir tancada encara la ferida del colze.

## Innovador del toreig
Deixeble de Pedro Romero a l'Escola de Tauromàquia de Sevilla, va ser gran innovador del toreig, especialment en la sort de capot. Des de 1840 va tenir una rivalitat històrica amb «Cúchares», amb qui va compartir els majors reconeixements de l'època. Se li considerava un excel·lent torero, però mai va ser un portent amb l'espasa, per contra, era famós per la seva estocada travessada. Durant anys va ser el torero més ben pagat i el que més corrides tenia cada any. A Madrid, l'afició l'estimava molt. Va ser primera figura, un fenomen indiscutible, un torero molt complet, i va ser anomenat «Napoleón de los toreros». Tenia una força heràclia i molta agilitat. Va protegir el també cèlebre torero José Redondo «El Chiclanero».
Va donar impuls a la renovació del toreig, aplicant-li sentit artístic i creador, reformant el concepte d'espectacle taurí, per la qual cosa se li té com a instaurador del toreig modern. Va escriure en 1836 el llibre Tauromàquia completa, on va fixar la seva concepció del toreig i va modificar el traje de luces (vestit de torero). Va imposar l'ús del barret de torejar, que en honor del seu cognom es va començar a anomenar «montera».

## L'ocàs
Com una cosa pròpia de la seva gosadia, va rebre nombrosos cops de banya les quals, unit a una afició no gaire discreta per la beguda, va disminuir les seves capacitats. S'havia retirat ja el 1847 amb fama de llegenda, però decideix tornar a la plaça de toros el 1850 per ajudar-se a finançar les seves inversions en el negoci del vi que no li havien ofert massa èxit. Lamentablement, el Paquiro que torna no és el mateix que va arribar a torejar 24 toros en dos dies a Saragossa entre el 13 i 14 d'octubre de 1832. Va morir el 4 d'abril de 1851, a causa d'un cop de banya a la cama propinada per «Rumbón» el 21 de juliol de 1850 a Madrid, que li va causar la retirada definitiva de les places de toros i li va ocasionar una llarga i dolorosa convalescència de la qual no es recuperaria mai.
A Chiclana de la Frontera hi ha el museu dedicat a aquest matador romàntic, on es troba, entre moltes altres peces de l'època, l'esmentat llibre Tauromaquia completa de 1836.

## Vida personal
Es va casar en secret (l'expedient del bisbat té data de 30 d'octubre de any 1843) amb Ramona Josefa María Mercedes Juan de Alba, de 21 anys. Francisco Montes tenia 38 anys. El 1849 van tenir un fill, Juan Ramón Francisco de Paula. Anys després de la mort del seu marit, es casaria amb Francisco Puerto, picador, quan només tenia 29 anys. Era coneguda com «la Picaora». Francisco i Ramona van viure en una casa al carrer Santo Cristo, 1 regalant a les seves germanes una casa a la Banda. Aquesta casa encara conserva les belles rajoles taurines dedicades al toreig. En les últimes voluntats, el torero va atorgar el seu habitatge al seu fill Juan Ramon, però la seva àvia materna es va atribuir la guàrdia custòdia. Fins a cinc anys després, la seva mare no va iniciar un expedient judicial per recuperar-la. A la mort del fill, que va morir amb 18 anys i set mesos, la vídua es va declarar hereva universal de tots els béns, inclosa la casa, i en la seva declaració testamentària la va deixar en herència a la seva filla Aurora, una de les dues que va tenir amb el picador Francisco Puerto. Fa uns pocs anys la casa va ser enderrocada malgrat l'oposició ciutadana. Com a dada curiosa, davant hi ha la casa de Chiclanero, després casa Briones i avui museu de la ciutat. Francisco Montes està enterrat al cementiri vell de Chiclana i en concret en el panteó dels Puerto.